# Bitnja vas
Bitnja vas is een plaats in Slovenië en maakt deel uit van de gemeente Mokronog-Trebelno in de NUTS-3-regio Jugovzhodna Slovenija. De plaats telde 41 inwoners op 1 januari 2020.